# Премия имени Ю. А. Овчинникова
Премия имени Ю. А. Овчинникова — научная награда Российской академии наук. Присуждается Отделением физико-химической биологии (ОФХБ) Российской академии наук за выдающиеся работы в области физико-химической биологии и биотехнологии.
Премия названа в честь выдающегося советского и русского биохимика Героя Социалистического Труда академика Ю. А. Овчинникова (1934—1988).

## Награждённые ученые
- 1992 — Александр Сергеевич Спирин — за цикл работ «Бесклеточные управляемые системы непрерывного биосинтеза белка»
- 1994 — Евгений Васильевич Гришин — за цикл работ «Молекулярные основы взаимодействия природных токсинов с клеточной мембраной»
- 1997 — Валерий Михайлович Липкин и Павел Павлович Филиппов — за цикл работ «Структура и механизмы функционирования зрительных белков: cGMP-фосфодиэстераза и рековерин»
- 2000 — Рима Порфирьевна Евстигнеева — за цикл работ «Роль электронной системы порфиринов в их биологических функциях: Искусственный фотосинтез»
- 2003 — Юрий Семенович Оводов и Анатолий Фёдорович Павленко — за работу «Онкофетальные антигены и онкопреципитины»
- 2006 — Сергей Анатольевич Лукьянов — за работу «Флуоресцентные белки: поиск, исследование и применение в биотехнологии»
- 2009 — Юрий Александрович Книрель — за цикл работ «Молекулярные основы участия липополисахарида чумного микроба в патогенезе чумы»
- 2012 — Олег Михайлович Саркисов, Михаил Аркадьевич Островский и Виктор Андреевич Надточенко — за цикл работ «Сверхбыстрые фотопревращения зрительного пигмента родопсина»
- 2015 — Николай Федорович Мясоедов — за цикл работ «Структурно-функциональные исследования пептидов с целью создания новых пептидных лекарственных препаратов»
- 2018 — Александр Александрович Макаров, Владимир Александрович Митькевич и Ирина Юрьевна Петрушанко — за цикл работ «Роль структурно-функциональной модификации ферментов в норме и патологии»
- 2021 — Михаил Петрович Кирпичников и Дмитрий Александрович Долгих — за цикл работ «Белковая инженерия: управление структурой и функцией белковых молекул»
- 2024 — академик РАН Ольга Ивановна Лаврик, доктор биологических наук Нина Александровна Моор и кандидат биологических наук Мария Владиславовна Суханова — за работу «Поли(ADP-рибоза) полимеразы 1 и 2: общие и специфические функции во взаимодействиях с ДНК и белками-партнерами»